# Batalla de Niš (1689)
La batalla de Niš fue librada el 24 de septiembre de 1689, cerca de la ciudad de Niš en el sur de Serbia, entre el Imperio otomano y el Sacro Imperio Romano Germánico como parte de la Gran Guerra Turca.
El comandante austriaco,  Luis Guillermo de Baden-Baden, derroto a los otomanos y capturo la ciudad, cuando Louis William, encontró que no había una posición defensiva otomana en Vinik, ordeno a Pavle Nestorović atacarla. Nestorović logro sobrepasar el flanco derecho otomano y ganar la batalla. Por este logro, Nestorović fue ascendido al rango de teniente.
Después de la batalla, Louis dejo al teniente general Enea Silvio Piccolomini a cargo de Niš y marcho a Vidin, en donde ataco a la guarnición otomana el 14 de octubre, rindiéndose el 19 de octubre. Piccolomini lidero una campaña dentro de Macedonia. Los otomanos recuperaron Niš el mes siguiente en septiembre después de que los austriacos abandonaran la ciudad.